# Szeged autóbuszvonal-hálózata
Szeged autóbusz üzemű tömegközlekedését a Volánbusz Zrt. működteti. A cég jelenleg 41 autóbuszvonalat üzemeltet.
A helyi autóbusz közlekedés lebonyolítására kiírt nyolc évre szóló pályázatot a DAKK Zrt. 2016-ban nyerte meg, ennek értelmében a jogutód Volánbusz Zrt. 2024-ig látja el a város teljes helyi autóbusz közlekedését. A szerződés több dolgot szabályoz, például a szegedi helyi buszok átlagéletkora nem lehet több, mint 12 év, 20 évnél idősebb buszok nem közlekedhetnek helyi járaton, minden busznak rendelkeznie kell belső utastájékoztató rendszerrel is. A szerződés meghatározza továbbá az alacsonypadlós buszok számát és a város által a vállalatnak juttatott működési támogatás összegét is.

## Története
Szegeden helyi autóbusz-közlekedés 1955. április 1. óta van, ekkor még a villamosvonalakat is üzemeltető Szegedi Közlekedési Vállalathoz tartozott az autóbuszüzem is. Kezdetben csupán néhány, Budapesten már selejtezett autóbusszal rendelkezett a társaság és ezek is mindössze öt vonalon közlekedtek. A helyi autóbuszjáratok végállomása ekkor az Anna-kút közelében a Tisza Lajos körúti MÁV igazgatóság épülete előtt volt.
A buszok már ekkor igen népszerűek voltak, folyamatosan újabb és újabb járatok indultak és az autóbuszpark is dinamikusan növekedett. Az 1956-os forradalom idején rövid időre az összes járat közlekedése szünetelt. A buszjáratok útvonala ekkor még nagyban különbözött a maiaktól, de már több mai viszonylat elődje is megjelent. A növekvő buszflotta tárolása és szervizelése azonban egyre nagyobb gondot okozott az alapvetően villamosüzemmel foglalkozó vállalatnak, így 1963. január 1-jétől egy minisztériumi rendelettel a 10-es számú AKÖV kezébe került a buszpark és a járatok üzemeltetése is. A szegedi közlekedés kettőssége (amelyhez hasonló csak Debrecenben volt), azóta is fennáll, és jelenleg is a 10-es AKÖV utódja, a Tisza Volán Zrt. kezében van Szegeden a menetrend szerinti buszközlekedés.
Az 1960-as évek nem hoztak jelentős változást a buszközlekedésben, azonban egyre több új buszjárat kezdett közlekedni és a buszvégállomások (a Széchenyi téren és az Anna-kútnál) túlságosan zsúfoltakká váltak. A Mars téri buszpályaudvar 1965-ös megnyitása után néhány kivétellel az összes helyi autóbuszjárat végállomását áthelyezték ide. Az 1968-as közlekedési koncepció értelmében minden egyvágányú villamosvonalat megszüntetendőnek jelöltek ki a vidéki városokban, így Szegeden is csak az 1-es és 4-es villamosvonalat kívánták hosszabb távon fenntartani. (ekkoriban a ma ismert 4-es viszonylat még nem létezett, és csak a Széchenyi térig közlekedett, az Anna-kút és a Ságvári-telep – mai nevén Kecskés-telep – közötti szakasz a 2-es villamos vonalához tartozott). A megszűnő villamosok helyét buszok vették volna át a tervezet értelmében, amely Szegeden hatalmas terhet rótt az AKÖV autóbuszaira. Az első nagyobb jelentőségű villamosvonal, melyet megszüntetésre jelöltek az újszegedi 5-ös viszonylat volt (a 6-os villamos még korábban megszűnt, de mivel utasforgalma jelentéktelen volt nem jelentett gondot átvállalni), amelyen 1969 januárjában járt utoljára villamos. A pótlására indított 6-os buszjárat igen nagy terhet jelentett, ugyanis a korábbi sugaras hálózat (tehát egy központból különböző irányba induló egymást nem vagy alig átfedő) egy klasszikus városi körjárattal bővült. A villamosok kiváltása, az iparosítás és az új nagy népsűrűségű városrészek építése felgyorsították a már régóta tervezett nagy járatátszervezést. Az 1955-ben megszületett és folyamatosan bővülő -bár időközben persze több változás is volt- viszonylati és számozási rendszerben utoljára a Nagy Októberi Szocialista Forradalom 1971-es évfordulója előtti napon közlekedtek autóbuszok. Az ünnepen már egy teljesen új járatszámozási és viszonylati rendszer szerint közlekedtek a járatok, megszületett a gyakorlatilag mai napig fennálló számozási rendszer és több buszjárat azóta is változatlan útvonalon és járatszámmal közlekedik.
Az 1971-ben kialakított rendszer lényege abban áll, hogy a buszjáratokat és autóbuszokat egy adott végállomáshoz, hivatalos nevén decentrumhoz köti. Ekkor hat ilyen buszvégállomást szerveztek meg. Ezek közül később többet megszüntettek vagy összevontak, és a nyolcvanas években két új a mai napig létező decentrum jött létre: egy Makkosházán és egy a Lugas utcában.
A 2016. június 16-tól a hálózat egyes vonalainak járatai összekötésre kerültek, átmérős-fonódó jellegű rendszert kialakítva az adott vonalcsoport területén. Ilyen vonalcsoport a Szőreg-Kiskundorozsma (7F, 60, 60Y, 67, 67Y), az Újszeged-Szegedi Ipari Logisztikai Központ (71A, 72A, 71, 72, 79H), a Tápé-Gyálarét (73, 73Y, 74, 74Y, 74A). Jellemzően két olyan terület autóbuszvonalai kerültek összekötésre átmérős jelleggel, ahol az egyik ág követése jelentősen sűrűbb (minimum kétszerese), mint a másik összeköttetendő vonal követése, valamint a város központja felőli a végállomásuk a Mars tér. Az össze nem kötött, hivatalosan betétjárati, időfekvések pedig továbbra is a Mars térről indulnak és/vagy oda érkeznek a külső végállomás felől. Szervezési szempontból így megoldható az, hogy az átmérős vonalak járatai visszajussanak egy rendes végállomásra, ahol megoldott a műszaki pihenők kiadása. Egy Újszeged-SZILK vonalcsoport "szendvicse": 72A (Mars tér-Erdélyi tér) - 72 (Erdélyi tér-SZILK) - 72 (SZILK-Erdélyi tér) - 72A (Erdélyi tér - Mars tér); ez kerül bővítésre további betétjárat-párokkal, vagy egy ugyanilyen szendvics időben eltoltjával. Bizonyos követési időszakokban ennél hosszabb túrák is kialakulhatnak (például hétvégi napokon a műszakváltásokhoz igazodóan a SZILK-ágat szükséges sűríteni, ilyenkor egy átmérős járatpárral kibővülhet egy szendvics). A Tápé-Gyálarét vonalcsoport esetében, a többi ilyen módon összevont vonalhoz képest máshogyan működik a rendszer, a jelenlegi követési rend ugyanis nem mindig teszi lehetővé (például peremidőszakokban és a csúcsidők között) a járművek Mars térre történő visszajuttatását, ekkor a vonal járműveinek a tápéi végállomáshoz közeli petőfitelepi decentrumban biztosított a kiállás. Ugyancsak ennél a csoportnál, egyes időszakokban (nyári tanszünet csúcsidőiben) nagyszámban találhatóak összeköthetetlen időfekvések jelenleg.

## Decentrumok

### Tarján, Víztorony tér
A tarjáni buszvégállomás létrejötte az egyre intenzívebben fejleszteni kívánt panelövezetnek és a harmadik körútnak köszönhető. Bár a nagy átszervezés 1971-ben volt, csak '73-tól üzemel decentrumként. A számozási rendszerben a 10-es számot kapta, ez azt jelenti, hogy eredetileg az összes innen induló buszjárat 10-19-ig kapott járatszámot. (ez persze egyik decentrum esetében sem jelenti azt, hogy ki is használták volna mind a tíz rendelkezésre álló számot). A Szent György téri végállomás megszűnésével a még közlekedő 30-as buszok végállomásává is előlépett, igaz egy ideig az egykori 32-es járat végállomása volt, ami később helyközi járattá vált. Több busz (77, 77A, 84, 90, 90F, 90H) csak érinti a teret. Tarjánból indulnak, és érkeznek az időszakos céljáratok is, általában a 12-es és a 40C jelzésű autóbuszok végállomásoznak itt. Egyetlen állandó menetrend szerinti indulása maradt, az egykori 11-es autóbuszjárat útvonalán, amely minden nap 04:03-kor indul Tarján, Víztorony térről, de már 77-es jelzéssel.
Ha végigtekintünk a viszonylatokon (bár hivatalosan a decentrum alapú számozási rendszer megszűnt) még jól látni a 10-19 számozás jelentőségét. A 2008–2009-es járatátszervezések „vesztese” Tarján volt. 2016. június 16-án megszűnt az utolsó 10-es járatszám csoportba tartozó busz, a 13-as/13A (a 13A a Mars térről indult).
2009. április 1-jétől június közepéig a Móravárosi bevásárlóközpont ingyenes buszt közlekedtetett a 16-oshoz hasonló útvonalon annak üzemidején kívül, ez a járat nem a Tisza Volánhoz tartozott. 
A Tarján, Víztorony téri végállomást 2009–2010 folyamán teljesen átépítették, a leendő 10-es trolibusz felsővezetékét kiépítették. A Csillag tér – Víztorony tér közötti „új” vezeték tesztelésére bevezették 2011. június 16-án a 19-es trolijáratot. Ez a járat nagyrészt a 9-es troli útvonalán közlekedik. A 10-es troli 2013. december 20-án indult el.

### Petőfitelep, Fő tér
Mára jelentőségét vesztett kis decentrum Szeged külvárosias részében. (Kertes házak és közvetlenül egy templom mellett). Egykor a 20–29 járatszámok tartoztak hozzá, de leginkább csak a 20, 21, 22, illetve ezen járatok betűjelzéses számait használták. Jelenleg a 20-as, 24-es, és 90F jelzésű buszok végállomása. A Lugas utcai forgalomirányítás megszűnése után rövid ideig a 90-es és 90H buszjáratok is hozzá tartoztak. A 73-as, 74-es és 73Y, 74Y buszok is érintik Petőfitelepet, a Fő teret viszont csak a 73Y, 74Y. A mai 21-es busz eredetileg a 21-es (Petőfitelep – Személy pu.) alapjárat elágazó járata volt (21Y), és a 21-es megszüntetése (1999) után még sokáig 21Y-ként közlekedett. A 21-es járatszámot 2009. január 1-jétől viseli. A 22-es busz 2004-ben szűnt meg.

### Szent György tér
A 90-es évek közepén megszűnt decentrum, eredetileg a 30-as járatszámok tartoztak hozzá. Idővel a hozzá tartozó járatok (30, 31, 32, 33, 34 és 35) megszűntek, vagy más végállomásra kerültek. Az utolsó innen induló járatok a mai algyői helyközi buszok elődei, a 32-es buszok, illetve a 35-ös/35Y járatok voltak.

### Széchenyi tér(Kelemen u.)
A 40-es buszok végállomása volt rövid ideig, aránylag hamar megszüntették, és járatait is a Mars tér vette át. Ma már nincs is Szegeden 40-es számozású állandó buszjárat, az utolsót, a 46-ost (amelynek a végállomása már nem a Széchenyi téren volt) 2004-ben szüntették meg.

### Vasútállomás (Régi neve: Személy pu.)
Egy tervezett, de soha meg nem valósult buszvégállomás az egyes decentrumoktól vette volna át a Személy pályaudvarra (új nevén: Vasútállomás) érkező és onnan induló járatok közlekedését. Az 50-es járatszámcsoport tartozott volna hozzá. A központi forgalomirányítás létrejöttével a tervezett végállomás indokolatlanná vált. Az 51-es buszjárat (amely 2009-ig az Indóház tértől közlekedett) 2011. június 16-án megszűnt, így már „nevében” sem őrzi a tervezett, ám meghiúsult végállomás emlékét.
Jelenleg a 21-es, 77-es, 90-es, illetve a 20-as járatok érintik a teret.

### Bartók tér
A Bartók téri végállomáshoz a 60-as buszjáratok tartoztak, azonban a Mars térhez való közelsége (150-200 m) miatt észszerűbb volt, ha összevonják a kettőt. Bár ma már nem önálló végállomás, a Mars tér zsúfoltsága miatt a 71A, 72A, 74A és 76-os autóbuszjáratok innen (Mikszáth Kálmán u.) indulnak, illetve ide érkeznek.

### Mars tér
A szegedi helyi és helyközi autóbusz-közlekedés tényleges központja, a legtöbb helyi buszjárat végállomása. Eredetileg csak a 70-es buszjáratok tartoztak volna hozzá, azonban a Bartók térrel való egyesülés (1987) óta a 60-as járatok is innen indulnak, illetve ide érkeznek. A tér elképesztő zsúfoltsága miatt az egyes viszonylatok a tér négy különböző részéről indulnak, ezek: autóbusz-állomás, üzletsor, Szent Rókus tér, Mikszáth Kálmán utca.
A helyközi buszjáratok kiköltöztetése után a mostani kaotikus, túlzsúfolt rendszer megszűnését remélik. A Mars téri decentrum az egyetlen, amely kihasználja teljesen a 70-es járatszámcsoportot, hiszen a 60, 60Y és 64-es járatok mellett hozzá tartoznak a 7F (az F betű valószínűleg a számot kívánja helyettesíteni [fürdő]), 71A, 72A (részben), 73-as, 73Y, 74A, 75-ös, 76-os, 76Y, 77A, 77Y, 78-as, 78A és 79H járatok is.
Jelenleg ezek a helyi járatok érintik a Mars teret: 5-ös, 6-os, 9-es és 19-es trolibusz és a már említett autóbuszokon kívül a 21-es, 67-es, 67Y, 71-es, 72-es, 74-es, 74Y és 77-es járatok is.

### Makkosház
Eredetileg az SZKT trolivégállomása, amely idővel buszközlekedési feladatokat is ellátott. Hivatalosan a 80-as járatok tartoztak hozzá, igaz ez valójában csak a 83-as és 84-es betűjelzéses, utána már jobbára (a 83A, 83H kivételével) megszűnt elágazó és céljáratait jelentette. 1999-ben került ide a 2-es busz végállomása is, azonban a járatot (a tervekkel ellentétben) nem számozták át 82-esre. 2004-ben szűnt meg a 83H járat. A 2-es villamos megépültével a 2, 83, 83A buszok megszűntek. 2016 júniusától a 84-es autóbuszvonal csak munkanapokon csúcsidőben közlekedik.

### Lugas u.
Eredetileg az SZKT (akkori nevén SZKV) trolibusz-végállomása. Kísérleti, az utazási igényeket egy trolibusz számára felmérő járat céljával indult el innen az autóbusz-közlekedés a 90-es, majd a 90R viszonylaton az 1980-as évek második felében. Az SZKT kísérleti buszjáratait (2, 90, 90R) 1998-ban, miután eldőlt, hogy nem épülnek meg a tervezett trolivonalak, átadták a Tisza Volánnak. Fénykorát az 1999–2004 közötti időszakban élte, ekkor saját autóbuszflottája volt, és három viszonylat, a 90, 90Y, és a 90H (a 90R utóda) tartozott hozzá. 2004-ben megszűnt a 90Y és a 90H, igaz, ez utóbbit azóta módosított útvonalon, jelentősen ritkítva újraindították. A forgalomirányítását összevonták a Petőfitelep, Fő tér decentruméval, így, mint önálló decentrum megszűnt létezni. Jelenleg a 90H buszok, illetve a 9-es trolibusz végállomása.

## Nem decentrumból induló viszonylatok

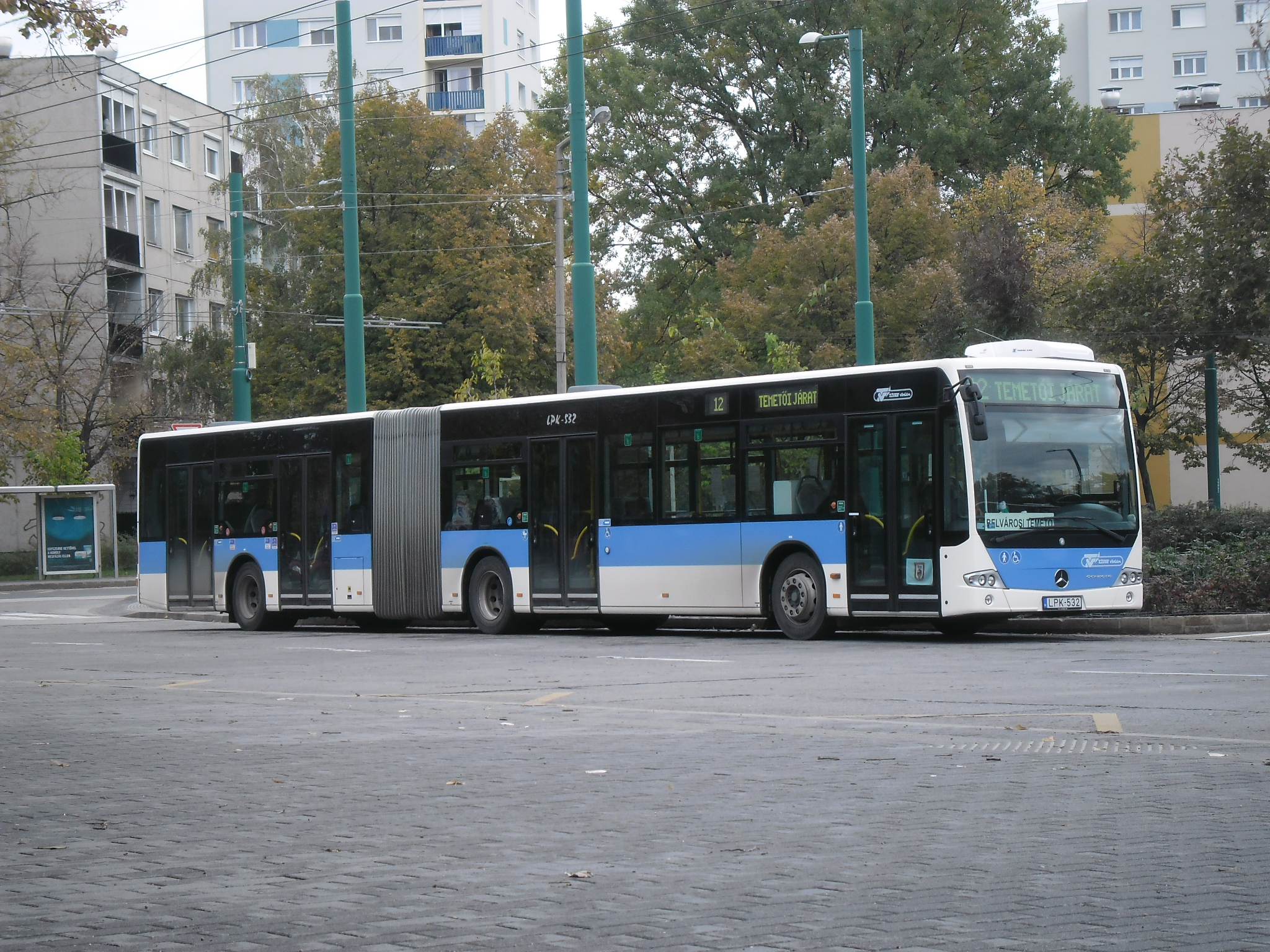
Mercedes-Benz Conecto G típusú autóbusz, mint 12-es (temetői járat) a Víztorony téren

Jelenleg Szegeden több olyan járat is van, amely nem korábbi decentrumról indul, ezek: 21-es, 32-es, 36-os, 67-es, 67Y, 71-es, 72-es, 74-es, 74Y és 90-es. A 21-es és a 90-es szervezési szempontból Petőfitelephez, míg a 32-es a Mars térhez kötődik. A 36-os esetében is speciális rendszert alkalmaznak, az autóbuszok a 75-ös busszal azonos forgalmi számba vannak beosztva, vagyis a 75-ös buszra beosztott járművek a 36-oson is közlekednek. A 67, 67Y vonalak a Szőreg-Kiskundorozsma; a 71, 72-es jelzésűek az Újszeged-SZILK; a 74, 74Y vonalak a Tápé-Gyálarét vonalfonódásokhoz tartoznak.

### Időszakos, éjszakai és céljáratok
Szegeden több, nem mindennap közlekedő, időszakos céljárat is üzemel.
A 12-es járat temetői járat néven fut, minden évben november első napjain közlekedik Tarján, Víztorony tér – Csillag tér – Szilléri sugárút – Nagykörút – Mars tér – Bartók tér – Kiskörút – Dugonics tér – Kálvária sugárút – Belvárosi temető – Fonógyári út – Izabella híd – harmadik körút – Csongrádi sgt. – Lomnici utca – Makkosház – Hont Ferenc utca – Ortutay utca – harmadik körút – Tarján, Víztorony tér útvonalon. 
A 40C járat szintén a Víztorony térről közlekedik a Szegedi Olimpiai Központhoz.
A karácsonyi járatok alapvetően a Széchenyi térről indulnak: 72K, 73K, 74K és 77K (a villamosok közül a 2K, a trolibuszok közül a 19K a karácsonyi).
Éjszakai járatok is üzemelnek 91E, 92E, 93E, 94E viszonylatjelzéssel, 2020. október 1-től közlekedésük szünetel.

### Jelenlegi viszonylatok
| Járatszám | Végállomások                                       | Menetidő | Megjegyzés |
| --------- | -------------------------------------------------- | -------- | --- |
| 7F        | Mars tér (üzletsor) Kiskundorozsma, Fürdő          | 22 perc  | Speciális menetrenddel rendelkezik. |
| 20        | Petőfitelep, Fő tér Vadkerti tér, buszforduló      | 29 perc  | |
| 21        | Új-Petőfitelep Szeged vasútállomás                 | 25 perc  | Iskolai előadási napokon sűrítőjáratok közlekednek. |
| 24        | Petőfitelep, Fő tér Holt-Tisza                     | 27 perc  | Csak tanítási időszakban közlekedik. |
| 32        | Honvéd tér Újszeged, víztorony                     | 13 perc  | Csak tanítási időszakban közlekedik. |
| 36        | Honvéd tér Kiskundorozsma, Czékus utca             | 33 perc  | |
| 60        | Mars tér (Szent Rókus tér) Szőreg, malom           | 24 perc  | |
| 60Y       | Mars tér (Szent Rókus tér) Szőreg, malom           | 25 perc  | Csak munkanapokon közlekedik. |
| 64        | Mars tér (üzletsor)                                | 26 perc  | Csak munkanapokon közlekedik. |
| 67        | Kiskundorozsma, Fürdő Szőreg, malom                | 47 perc  | Csak munkanapokon közlekedik. |
| 67Y       | Kiskundorozsma, Fürdő Szőreg, malom                | 46 perc  | |
| 70        | Mars tér (Szent Rókus tér) Füvészkert              | 13 perc  | |
| 71        | Szegedi Ipari Logisztikai Központ Katalin utca     | 39 perc  | |
| 71A       | Mars tér (Mikszáth utca) Katalin utca              | 19 perc  | |
| 72        | Szegedi Ip. Log. Központ ↔ Erdélyi tér             | 39 perc  | |
| 72A       | Mars tér (Mikszáth u.) ↔ Erdélyi tér               | 19 perc  | Hétköznap reggel és délutáni csúcsidőszakban a Mars tér helyett az ELI lézeres kutatóközpontig közlekedik. |
| 73        | Mars tér (autóbusz-állomás) Tápé, Csatár utca      | 18 perc  | |
| 73Y       | Mars tér (autóbusz-állomás) Tápé, Csatár utca      | 21 perc  | |
| 74        | Tápé, Csatár utca Gyálarét                         | 42 perc  | |
| 74A       | Gyálarét Mars tér (Mikszáth utca)                  | 21 perc  | |
| 74Y       | Tápé, Csatár utca Gyálarét                         | 45 perc  | |
| 75        | Mars tér (üzletsor) Kiskundorozsma, Czékus utca    | 26 perc  | |
| 76        | Mars tér (Mikszáth utca) Szentmihály               | 27 perc  | |
| 76Y       | Mars tér (Mikszáth utca) Szentmihály               | 20 perc  | Munkanapokon csúcsidőszakban közlekedik |
| 77        | Baktó, Völgyérhát utca Szeged vasútállomás         | 23 perc  | |
| 77A       | Baktó, Völgyérhát utca Mars tér (autóbusz-állomás  | 22 perc  | |
| 77Y       | Baktó, Völgyárhát utca Mars tér (autóbusz-állomás) | 18 perc  | Iskolai előadási napokon két járatpár közlekedik |
| 78        | Mars tér (üzletsor)                                | 25 perc  | |
| 78A       | Mars tér (üzletsor)                                | 26 perc  | Munkanapokon nappali időszakban és szombat délelőtt közlekedik |
| 79H       | Mars tér (üzletsor) Fehértói halgazdaság           | 19 perc  | Iskolai előadási napokon két járat közlekedik. A járatok a Szegedi Ipari Logisztikai Központ betéréssel közlekednek, azonban az őszi, téli, tavaszi és nyári tanszünetben csak reggel indulnak, rövidített útvonalon a Szegedi Ipari Logisztikai Központ megállóig. |
| 84        | Újszeged, Gabonakutató Makkosház                   | 18 perc  | Munkanapokon csúcsidőszakban közlekedik |
| 90        | Újszeged, Gabonakutató Szeged vasútállomás         | 38 perc  | |
| 90F       | Petőfitelep, Fő tér Vadaspark (Textilgyári út)     | 27 perc  | Munkanapokon csúcsidőszakban közlekedik |
| 90H       | Szegedi Ipari Logisztikai Központ Lugas utca       | 26 perc  | Munkanapokon két járatpár közlekedik a reggeli és az esti műszakváltáshoz igazodva |

## Járműpark

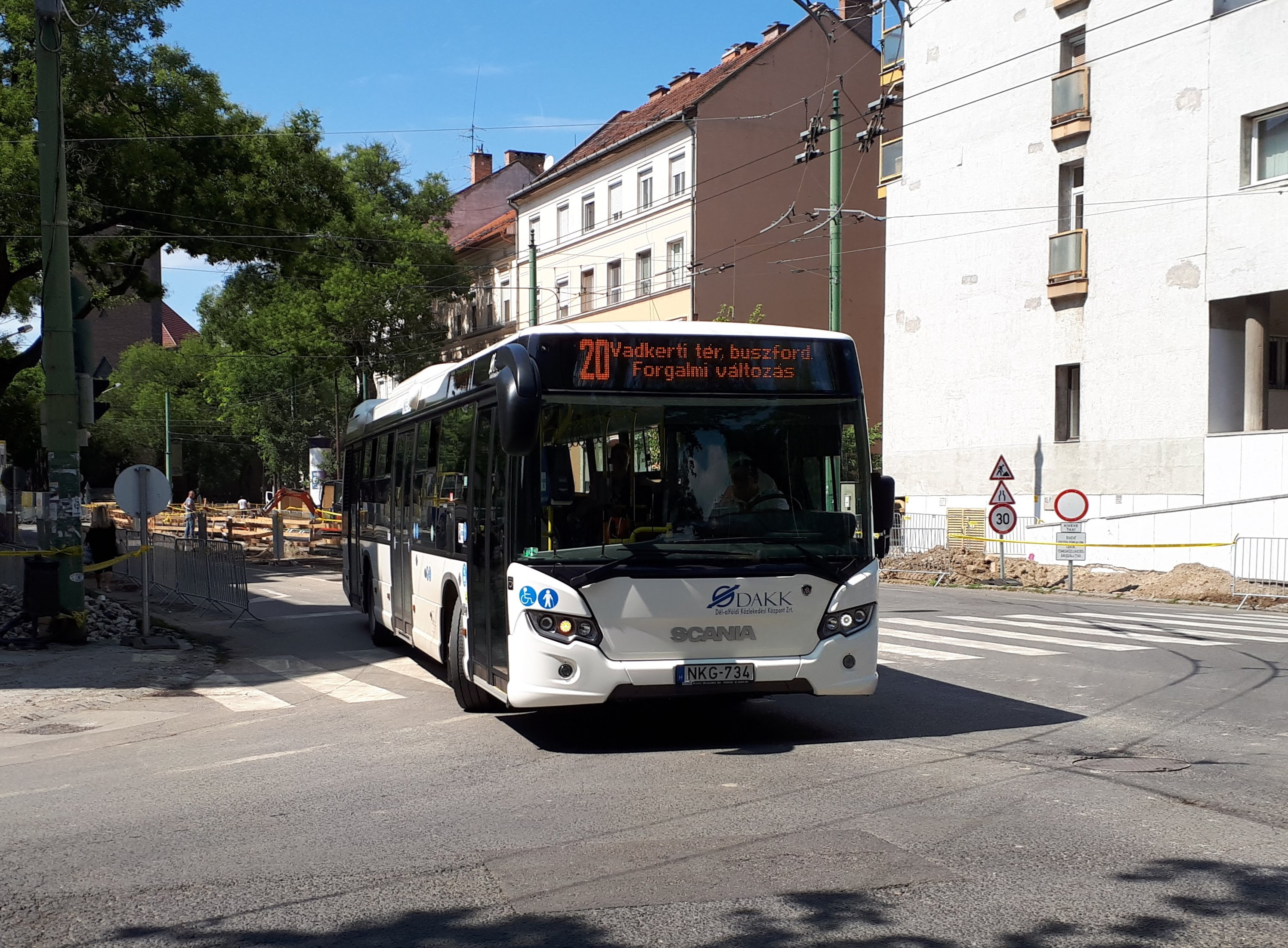
Scania Citywide az Aradi vértanúk terénél

| Típus                   | Darabszám | Darabszám | Rendszám                 | Rendszám                 | Gyártási év | Szegeden közlekedik |
| Típus                   | Eredeti   | Jelenlegi | Eredeti                  | Jelenlegi                | Gyártási év | Szegeden közlekedik |
| ----------------------- | --------- | --------- | ------------------------ | ------------------------ | ----------- | ------------------- |
| Mercedes-Benz Conecto G | 15 db     | 15 db     | LIF-759–765, LPK-531–538 | LIF-759–765, LPK-531–538 | 2008–2009   | 2008 óta            |
| Scania Citywide 12.0 LF | 19 db     | 17 db     | NKG-731–749              | NKG-731–737, NKG-739–748 | 2015        | 2016 óta            |
| Mercedes-Benz Conecto2  | 24 db     | 20 db     | RIR-334–357              | RIR-338-357              | 2019        | 2019 óta            |
| Volvo 7700A FL          | 4 db      | 4 db      | NDV-809-810, NDV-812-813 | NDV-809-810, NDV-812-813 | 2007        | 2021 óta            |
| MAN Lion’s City 12C     | 10 db     | 10 db     | AA GL-325-334            | AA GL-325-334            | 2022        | 2023 óta            |
| BYD K9UD                | 8 db      | 8 db      | AA KZ-191 - 198          | AA KZ-191 - 198          | 2023        | 2023 óta            |

## Külső hivatkozások
- Tisza Volán Zrt. honlapja
- Szegedi villamos-, trolibusz-, vasút- és buszhálózat térkép Archiválva 2007. augusztus 8-i dátummal a Wayback Machine-ben
- Tisza Volán - Szeged város helyi közforgalmú személyközlekedésének vonalhálózata (Minden járat: villamos, trolibusz és autóbusz) PDF
- Szeged villamos és trolibuszhálózati térképe – SZKT